# 786

## Nașteri
- 13 septembrie: Al-Mamun, al șaptelea calif abbasid (d. 833)

## Decese
- Desiderius (Daufer, Dauferius), ultimul rege al longobarzilor din nordul Italiei (n. ?)